# Radiolokacja
Radiolokacja – określanie położenia, prędkości lub innych charakterystyk obiektu, lub uzyskiwanie informacji dotyczących tych parametrów, poprzez właściwości propagacyjne fal radiowych. Jest działem radiokomunikacji.
Radiolokacja wykorzystuje prostoliniowość rozchodzenia się fal elektromagnetycznych oraz zjawisko ich odbicia od przeszkód. W radiolokacji stosuje się fale radiowe o długościach od kilku metrów do kilku milimetrów. Przykładem urządzenia radiolokacyjnego jest radar.
Radiolokacja dzieli się na:
- aktywną – radar (radiolokator) wysyła sygnał radiowy o wielkiej częstotliwości (Wcz) i odbiera echo radiolokacyjne (sygnał odbity) lub sygnał odpowiedzi wysłany przez opromieniowany obiekt.
- pasywną – urządzenie radiolokacyjne (radionamiernik, radiokompas, radar pasywny (PCL)) tylko odbiera fale radiowe.